# 부채 (경제)
부채(負債, 영어: liabilities)는 과거 거래에 의하여 발생하였으며, 경제적효익이 내재된 자원이 기업으로부터 유출됨으로써 이행될 것으로 기대되는 현재의무다.
부채의 분류요건으로 ①현재의무가 있어야 하며,  ②과거의 거래나 다른 사건에서 발생한 것이어야 한다.
부채를 부르는 다른 말로는 타인자본이라고도 한다.

## 분류
부채는 유동부채와 비유동부채로 분류한다. 유동부채는 결산일로부터 상환기한이 1년 이내에 도래하는 단기부채를 말하며, 비유동부채는 결산일로부터 상환기한이 1년 이후에 도래하는 장기부채를 말한다.